# سكاي جروب
سكاي جروب (بالإنجليزية: Sky Group Limited)‏ هي تكتل بريطاني للإعلام والاتصالات، وهو قسم من كومكاست، ومقره في لندن، إنجلترا. لديها عمليات في المملكة المتحدة وأيرلندا وألمانيا والنمسا وسويسرا وإيطاليا. سكاي هي أكبر شركة إعلامية في أوروبا ومذيع تلفزيوني مدفوع من حيث الإيرادات (اعتبارًا من 2018)، مع 23 مليون مشترك وأكثر من 31000 موظف اعتبارًا من عام 2019. تعمل الشركة بشكل أساسي في إنتاج البث التلفزيوني عبر الأقمار الصناعية. الرئيس التنفيذي الحالي هو دانا سترونج.
تأسست في البداية في عام 1990 عن طريق الدمج المتكافئ بين Sky Television و British Satellite Broadcasting ، أصبحت BSkyB أكبر شركة تلفزيونية رقمية مدفوعة في المملكة المتحدة. في عام 2014 ، بعد الانتهاء من الاستحواذ على Sky Italia و Sky Deutschland ، غيرت الشركة المندمجة اسمها إلى Sky Plc.
قبل نوفمبر 2018، امتلكت شركة 21st Century Fox التي يملكها روبرت مردوخ 39.14٪ من الأسهم المسيطرة في الشركة؛ في 9 ديسمبر 2016، عقب محاولة سابقة في إطار شركة News Corporation والتي تأثرت بفضيحة قرصنة هاتف News International ، أعلنت شركة 21st Century Fox أنها وافقت على شراء ما تبقى من Sky ، في انتظار موافقة الحكومة. ومع ذلك ، بعد حرب العطاءات التي شملت شركة والت ديزني (التي كانت بدورها تستحوذ على معظم أصول 21st Century Fox) ، استحوذت شركة Comcast الإعلامية والاتصالات الأمريكية على Sky بالكامل في عام 2018 مقابل 17.28 جنيهًا إسترلينيًا للسهم. NBCUniversal ، وهي الشركة الشقيقة لمجموعة Sky Group ، هي أيضًا قسم من Comcast.
قبل الاستحواذ من قبل Comcast ، تم إدراج Sky في بورصة لندن وكانت أحد مكونات مؤشر FTSE 100 وبلغت قيمتها السوقية حوالي 18.75 مليار جنيه إسترليني (26.76 مليار يورو) اعتبارًا من عام 2018.